# Al vent
Al vent (em catalão: "Ao vento") é uma das canções de maior sucesso do cantor e compositor valenciano Ramon Pelegero Sanchis, conhecido como Raimon.
Composta em 20 de outubro de 1959, até hoje ainda é um das canções mais populares da cena musical catalã . Foi traduzida para vários idiomas e sua letra é de caráter pacifista e internacionalista. É considerada parte da trilha sonora do processo transição democrática da Espanha, após o regime ditatorial de Francisco Franco.